# Henri Van Kerckhove
Henri Van Kerckhove (Brussel·les, 6 de setembre de 1926 - Lovaina, 4 de novembre de 1999) va ser un ciclista belga, que fou professional entre 1947 i 1960. Anomenat Kwik dins el gran grup, els seus principals èxits els aconseguí a la Volta a Bèlgica, que guanyà en dues ocasions, el 1952 i 1954.

## Palmarès
- 1948
  - Vencedor d'una etapa a la Volta a Bèlgica
- 1949
  - Vencedor de 2 etapes de la Volta als Països Baixos
- 1951
  - 1r al GP del Brabant Wallon
- 1952
  - 1r de la Volta a Bèlgica
  - 1r de l'Omloop der Vlaamse Ardennen Ichtegem
  - Vencedor d'una etapa de la Volta als Països Baixos
- 1953
  - 1r de la Brussel·les - Couvin
  - 1r a Schelde-Dender-Leie
- 1954
  - 1r de la Volta a Bèlgica i vencedor d'una etapa
  - 1r a Schelde-Dender-Leie
- 1955
  - 1r al GP Stad Vilvoorde
  - 1r a la Hoegaarden - Anvers - Hoegaarden
  - 1r a la Ronde van Brabant
- 1957
  - 1r a l'Anvers - Herselt

### Resultats al Tour de França
- 1952. Abandona (8a etapa)